# Katalin Marosi
Katalin Marosi (* 12. November 1979 in Gheorgheni, Rumänien) ist eine ehemalige ungarische Tennisspielerin.

## Karriere
Marosi, die laut ITF Hartplätze bevorzugt, erlernte das Tennisspiel mit fünfeinhalb Jahren. Im Alter von neun Jahren zog sie mit ihrer Familie nach Ungarn, 1995 wurde sie Tennisprofi. Sie gewann auf dem ITF Women’s Circuit bereits 13 Einzel- und 28 Doppeltitel. Seit 1997 spielt sie auch für ungarische Fed-Cup-Mannschaft, von ihren 28 Fed-Cup-Partien konnte sie 15 gewinnen (Bilanz im Doppel: 11:8).
Bei den Australian Open erreichte sie im Jahr 2000 das Achtelfinale der Doppelkonkurrenz. Im selben Jahr konnte sie bei den Olympischen Spielen in Sydney ins Viertelfinale vorstoßen.
Im Mai 2013 stand sie an der Seite von Darija Jurak aus Kroatien, ihre feste Spielpartnerin von Juni 2012 bis Mai 2013, beim WTA-Turnier in Oeiras im Doppelfinale.
Marosi, die ab den US Open im August 2013 kein Turnier mehr spielte, wurde 2014 nicht mehr in den Weltranglisten geführt. Sie heiratete in dieser Zeit und gebar einen Sohn.
Im April 2015 kehrte sie beim WTA-Turnier in Kattowitz auf die Tour zurück. Sie trat 2015 noch bei sechs weiteren Turnieren im Doppel an, 2016 bei zwei Turnieren.

## Turniersiege

### Einzel
| Nr. | Datum             | Turnier          | Kategorie   | Belag     | Finalgegnerin               | Ergebnis         |
| --- | ----------------- | ---------------- | ----------- | --------- | --------------------------- | ---------------- |
| 1.  | 14. Juli 1996     | Vigo             | ITF $25.000 | Sand      | Gisela Riera                | 6:1, 6:2         |
| 2.  | 8. Dezember 1996  | São Paulo        | ITF $10.000 | Hartplatz | Keirsten Alley              | 6:3, 6:1         |
| 3.  | 13. April 1997    | Viña del Mar     | ITF $10.000 | Sand      | Celeste Contin              | 6:1, 6:4         |
| 4.  | 1. Juni 1997      | Barcelona        | ITF $10.000 | Sand      | Marta Cano                  | 6:2, 6:3         |
| 5.  | 6. Dezember 1998  | Guadalajara      | ITF $25.000 | Sand      | Vanessa Menga               | 7:5, 6:3         |
| 6.  | 19. Dezember 1999 | Neu-Delhi        | ITF $25.000 | Rasen     | Tathiana Garbin             | 6:2, 1:1 Aufgabe |
| 7.  | 3. Dezember 2000  | Tucson           | ITF $50.000 | Hartplatz | Alina Schidkowa             | 6:73, 6:4, 6:3   |
| 8.  | 26. Mai 2002      | Turin            | ITF $25.000 | Sand      | Maja Palaveršić-Coopersmith | 4:6, 6:1, 6:0    |
| 9.  | 22. August 2004   | Kędzierzyn-Koźle | ITF $10.000 | Sand      | Veronika Raimrová           | 6:4, 4:6, 6:2    |
| 10. | 4. September 2005 | Gliwice          | ITF $10.000 | Sand      | Natalia Kolat               | 6:1, 6:3         |
| 11. | 28. Mai 2006      | Budapest         | ITF $10.000 | Sand      | Natasa Zoric                | 6:4, 7:5         |
| 12. | 1. Juli 2006      | Salzburg         | ITF $10.000 | Sand      | Sandra Klemenschits         | kampflos         |
| 13. | 3. Mai 2008       | Bell Ville       | ITF $10.000 | Sand      | Aranza Salut                | 6:2, 6:2         |

### Doppel
| Nr. | Datum              | Turnier             | Kategorie    | Belag             | Partnerin                 | Finalgegnerinnen                         | Ergebnis           |
| --- | ------------------ | ------------------- | ------------ | ----------------- | ------------------------- | ---------------------------------------- | ------------------ |
| 1.  | 15. Dezember 1996  | São Paulo           | ITF $10.000  | Hartplatz         | Maria-Florencia Cianfagna | Keirsten Alley Paige Yaroshuk            | 6:4, 6:74, 6:3     |
| 2.  | 12. April 1997     | Viña del Mar        | ITF $10.000  | Sand              | Veronica Stele            | Celeste Contin Luciana Masante           | 6:1, 5:7, 6:2      |
| 3.  | 15. Juni 1997      | Budapest            | ITF $50.000  | Sand              | Veronica Stele            | Olena Tatarkowa Fabiola Zuluaga          | 6:3, 6:3           |
| 4.  | 22. Juni 1997      | Marseille           | ITF $50.000  | Sand              | Veronica Stele            | Caroline Dhenin Nino Louarsabischwili    | 6:2, 4:6, 6:1      |
| 5.  | 6. Juli 1997       | Mont-de-Marsan      | ITF $10.000  | Hartplatz         | Veronica Stele            | Saori Obata Nami Urabe                   | 6:4, 6:1           |
| 6.  | 7. Dezember 1997   | Mallorca            | ITF $10.000  | Sand              | Melanie Schnell           | Marta Cano Conchita Martínez             | 6:4, 4:6, 7:5      |
| 7.  | 28. Februar 1999   | Bushey              | ITF $25.000  | Teppich (Halle)   | Emmanuelle Gagliardi      | Swetlana Kriwentschewa Krizan Tina       | 6:7, 6:2, 7:6      |
| 8.  | 2. Mai 1999        | Espinho             | ITF $25.000  | Sand              | Alicia Ortuno             | Francesca Lubiani Maria-Paola Zavagli    | 6:3, 6:4           |
| 9.  | 9. April 2000      | Dubai               | ITF $75.000  | Hartplatz         | Tathiana Garbin           | Angelika Bachmann Krizan Tina            | 7:65, 6:3          |
| 10. | 15. Oktober 2000   | Poitiers            | ITF $75.000  | Hartplatz (Halle) | Yvette Basting            | Petra Mandula Patricia Wartusch          | 7:64, 6:1          |
| 11. | 3. Dezember 2000   | Tucson              | ITF $50.000  | Hartplatz         | Liezel Huber              | Dawn Buth Jolene Watanabe-Giltz          | 6:4, 6:2           |
| 12. | 9. September 2001  | Fano                | ITF $25.000  | Sand              | Giulia Casoni             | Eva Bes Gisela Riera                     | 6:3, 6:4           |
| 13. | 30. September 2001 | Batumi              | ITF $75.000  | Teppich           | Tazzjana Putschak         | Nadeschda Ostrowskaja Arina Rodionowa    | 6:3, 7:63          |
| 14. | 28. Juli 2002      | Cesky Krumlov       | ITF $25.000  | Sand              | Tina Hergold              | Gabriela Chmelinová Milena Nekvapilová   | 7:62, 7:5          |
| 15. | 8. Dezember 2002   | Boynton Beach       | ITF $75.000  | Sand              | Samantha Reeves           | Alina Schidkowa Lina Krasnorutskaja      | 6:2, 7:65          |
| 16. | 27. Juni 2004      | Fontanafredda       | ITF $25.000  | Sand              | Erica Krauth              | Martina Muller Vladimíra Uhlířová        | 2:6, 6:3, 6:2      |
| 17. | 22. August 2004    | Kędzierzyn-Koźle    | ITF $10.000  | Sand              | Marina Tavares            | Iveta Gerlová Sandra Zahlavová           | 1:6, 6:4, 6:2      |
| 18. | 9. Oktober 2005    | Rom                 | ITF $10.000  | Sand              | Marina Tavares            | Giulia Meruzzi Nancy Rustignoli          | kampflos           |
| 19. | 1. Juli 2006       | Salzburg            | ITF $10.000  | Sand              | Marina Tavares            | Daniela Klemenschits Sandra Klemenschits | 3:6, 7:62, 6:3     |
| 20. | 21. Juni 2008      | Davos               | ITF $10.000  | Sand              | Marina Tavares            | Kateřina Kramperová Janina Toljan        | 5:7, 6:4, [10:7]   |
| 21. | 26. Oktober 2008   | Saguenay            | ITF $50.000  | Hartplatz (Halle) | Marina Tavares            | Gabriela Dabrowski Sharon Fichman        | 2:6, 6:4, [10:4]   |
| 22. | 22. März 2009      | Kairo               | ITF $25.000  | Sand              | Anikó Kapros              | Megan Moulton-Levy Laura Siegemund       | 7:5, 6:3           |
| 23. | 28. März 2009      | Latina-Nascosa      | ITF $10.000  | Sand              | Marina Tavares            | Jekaterina Iwanowa Marina Shamayko       | 6:2, 6:0           |
| 24. | 5. Juli 2009       | Stuttgart-Vaihingen | ITF $25.000  | Sand              | Laura Siegemund           | Leonie Mekel Kathrin Wörle               | 7:62, 6:76, [10:4] |
| 25. | 17. September 2011 | Zagreb              | ITF $50.000  | Sand              | Maria João Koehler        | Maria Abramović Mihaela Buzărnescu       | 6:0, 6:3           |
| 26. | 23. September 2011 | Shrewsbury          | ITF $75.000  | Hartplatz (Halle) | Maria João Koehler        | Amanda Elliott Johanna Konta             | 7:63, 6:1          |
| 27. | 11. März 2012      | Irapuato            | ITF $25.000  | Hartplatz         | Janette Husárová          | Maria-Elena Camerin Marija Korytzewa     | 6:2, 6:79, [10:7]  |
| 28. | 16. März 2012      | Nassau              | ITF $100.000 | Hartplatz         | Janette Husárová          | Eva Birnerová Anne Keothavong            | 6:1, 3:6, [10:6]   |

## Abschneiden bei Grand-Slam-Turnieren

### Einzel
| Turnier         | 2000 | 2001 | Karriere |
| --------------- | ---- | ---- | -------- |
| Australian Open | —    | 1    | 1        |
| French Open     | 1    | —    | 1        |
| Wimbledon       | 2    | —    | 2        |
| US Open         | 1    | —    | 1        |

### Doppel
| Turnier         | 1998 | 1999 | 2000 | 2001 | 2002 | 2003 | 2004 | 2005–2008 | 2009 | 2010 | 2011 | 2012 | 2013 | 2014 | 2015 | Karriere |
| --------------- | ---- | ---- | ---- | ---- | ---- | ---- | ---- | --------- | ---- | ---- | ---- | ---- | ---- | ---- | ---- | -------- |
| Australian Open | 1    | —    | AF   | 2    | 1    | 2    | 1    | —         | —    | —    | —    | —    | 2    | —    | —    | AF       |
| French Open     | 1    | 1    | 1    | 1    | —    | 1    | —    | —         | —    | —    | —    | 1    | 2    | —    | —    | 2        |
| Wimbledon       | —    | 1    | 1    | 1    | —    | 1    | —    | —         | 1    | 1    | 1    | 2    | 1    | —    | 1    | 2        |
| US Open         | —    | 1    | 1    | 1    | —    | 1    | —    | —         | —    | —    | —    | 2    | 2    | —    | 1    | 2        |